# Parroquia de St. James
La parroquia de St. James (en inglés: St. James Parish), fundada en 1807, es una de las 64 parroquias del estado estadounidense de Luisiana. En el año 2000 tenía una población de 21.216 habitantes con una densidad poblacional de 33 personas por km². La sede de la parroquia es Convent.

## Geografía
Según la Oficina del Censo, la parroquia tiene un área total de 668 km² (257,9 mi²), de la cual 637 km² (245,9 mi²) es tierra y 30 km² (11,6 mi²) (4.52%) es agua.

### Parroquias adyacentes
- Parroquia de Ascension - norte
- Parroquia de St. John the Baptist - este
- Parroquia de Lafourche - sur
- Parroquia de Assumption - oeste

## Carreteras
- Interestatal 10
- U.S. Highway 90
- Carretera Estatal de Luisiana 18
- Carretera Estatal de Luisiana 20
- Carretera Estatal de Luisiana 44
- Carretera Estatal de Luisiana 70

## Demografía
En el 2000 la renta per cápita promedia de la parroquia era de $35,277, y el ingreso promedio para una familia era de $41,751. En 2000 los hombres tenían un ingreso per cápita de $37,487 versus $21,712 para las mujeres. El ingreso per cápita para la parroquia era de $14,381. Alrededor del 18.00% de la población estaba bajo el umbral de pobreza nacional.

## Ciudades y pueblos
- Convent
- Gramercy
- Lutcher
- North Vacherie
- South Vacherie